# Decimalisatie
Decimalisatie is de conversie van een eenheid van valuta of natuurkundige eenheden naar eenheden van machten van 10.

## Valuta
De meeste landen hebben hun valuta gedecimaliseerd met een hoofdeenheid en sub-eenheden die 10 als grondtal hebben, meest voorkomend subeenheden zijn 100 en uitzonderlijk 1.000. Bijvoorbeeld één euro is onderverdeeld in 100 centen, hierbij zijn de centen de sub-eenheid van de hoofdeenheid de euro. Het eerste land dat haar valuta decimaliseerde was Rusland onder tsaar Peter de Grote in 1704, dit resulteerde in de roebel en 100 Kopeken.

## Natuurkunde
In het geval van eenheden voor: massa, lengte, volume en oppervlakte die zijn gedecimaliseerd spreken we doorgaans van metricatie, deze hebben oudere niet-gedecimaliseerde eenheden vervangen; met het Brits-Amerikaans maatsysteem als voornaamste uitzondering. 